# Uvarus angustulus
Uvarus angustulus är en skalbaggsart som beskrevs av Olof Biström 1988. Uvarus angustulus ingår i släktet Uvarus och familjen dykare. Inga underarter finns listade i Catalogue of Life.